# Кампонгтхом (город)
Кампонгтхо́м (кхмер. ក្រុងកំពង់ធំ) — город в центральной части Камбоджи, административный центр провинции Кампонгтхом.

## География
Абсолютная высота — 10 метров над уровнем моря. Располагается на берегах реки Стынгсен, впадающей в озеро Тонлесап. Расстояние до города от Пномпеня составляет 168 км, от Сиемреапа — 146 км.

## Население
По данным на 2013 год численность населения составляет 32 944 человека.
Динамика численности населения города по годам:
| 2000   | 2008   | 2013   |
| ------ | ------ | ------ |
| 17 000 | 31 871 | 32 944 |

## Транспорт
Кампонгтхом находится на Национальном шоссе № 6 по дороге из Пномпеня в Сиемреап.